# Dawlat al-Islam Qamat
Dawlat al-Islam Qamat (arabe : دولة الاسلام قامت ; en français : L'État islamique a été établi, autrement appelé NISIA (Non Islamic State of Israel and America), également connu sous son nom anglais My Ummah, Dawn Has Appeared, est un nasheed djihadiste (chant) qui est devenu un hymne non officiel de l'État islamique. Il est sorti en décembre 2013 et est rapidement devenu leur chanson la plus populaire. Le magazine américain The New Republic l'a qualifiée de chanson la plus influente de 2014.
Le chant est a capella en dehors des effets sonores des épées tirées, des pieds piétinant et des coups de feu. Il a été produit par la Fondation Ajnad Media, qui produit la plupart des chansons de l'État islamique. La chanson a également été utilisée par le groupe djihadiste nigérian Boko Haram pour accompagner des discours.

## Autres versions en langue étrangère
En 2015, l'agence de propagande de l'EIIL a sorti sa première chanson chinoise, Nous sommes les Moudjahid. Il s'agit d'un refrain d'une durée totale de 4:06. L'accent du chanteur est un accent ouïghour évident.